# کاهش هشیاری ناشی از افزایش گرانش
کاهش هشیاری ناشی از افزایش گرانش ترجمهٔ اصطلاح انگلیسیِ "G-force induced loss of consciousness" (به‌اختصار: g-LOC) است و پدیدهٔ زیر را که اثر گرانش زمین است، توصیف می‌کند:
خلبانان هواپیماهای شکاری، هنگام دور زدن سریع دچار اضطراب می‌شوند. وقتی بدن خلبان، تحت تأثیر شتاب مرکزگرا، طوری قرار می‌گیرد که سرش به طرف مرکز خمیدگی متمایل می‌شود، فشار خون در مغزش کاهش می‌یابد و این به اختلال در کار مغز منجر می‌شود.
در هواپیماها علامت‌های هشداردهنده‌ای وجود دارد که کار خلبان را آسان می‌کند. وقتی شتاب مرکزگرا به {\displaystyle 2g} یا {\displaystyle 3g} می‌رسد، خلبان احساس سنگینی می‌کند. در شتابِ حدود {\displaystyle 4g} خلبان اشیا را سیاه‌وسفید می‌بیند و دید کانونی پیدا می‌کند. اگر شتاب به همین اندازه بماند یا بیشتر شود، دید مختل و خلبان پس از زمانی اندک دچار بیهوشی می‌شود. این حالت به کاهش هشیاری ناشی از افزایش گرانش (g-LOC) معروف است.